# Allium parciflorum
Allium parciflorum là một loài thực vật có hoa trong họ Amaryllidaceae. Loài này được Viv. mô tả khoa học đầu tiên năm 1825.